# Vodní nádrž Fláje
Vodní nádrž Fláje je údolní nádrž, jež vznikla za unikátní pilířovou přehradou, která je jediná svého druhu v Česku. Byla vybudována na Flájském potoce na území obce Český Jiřetín (u osady Fláje) v roce 1963. Slouží jako hydroenergetické zařízení a jako zásobárna pitné vody. Celá vodní nádrž leží na území obce Český Jiřetín, po délce nádrží prochází hranice katastrálních území Český Jiřetín a Fláje. Hráz přehrady je dostupná z Litvínova po silnici II/271 (17,5 km) nebo z Hrobu po silnici II/382 (18 km).
Je součástí vodohospodářské soustavy v oblasti severočeské hnědouhelné pánve. Správcem je státní podnik Povodí Ohře. Jižní břeh vodní nádrže sousedí s Flájskou oborou a pod hrází začíná dochovaný úsek Flájského plavebního kanálu.

## Historie
Přehrada byla postavena v letech 1951–1964. Stavbu vyprojektoval Hydroprojekt Praha, dodavatelem stavby byly Vodní stavby Sezimovo Ústí. Do provozu byla uvedena v roce 1960. K dopravě materiálu byla využita Moldavská horská dráha, od jejíž konečné stanice vedla dále stavební lanovka.

## Účel
Účelem vodního díla Fláje je zásobovat pitnou vodou oblast severočeské hnědouhelné pánve (Most, Litvínov, Krupka, Osek). Jeho další funkce jsou zajištění minimálního průtoku a snížení povodňového průtoku na Flájském potoce a částečná ochrana území pod hrází před povodněmi. Je součástí vodohospodářské soustavy v oblasti severočeské hnědouhelné pánve.
Přehrada je unikátní svou dutou konstrukcí a díky tomu je zařazena mezi kulturní památky České republiky. K duté konstrukci bylo přistoupeno kvůli omezeným zásobám cementu v době výstavby. Ochranné vodní pásmo I. stupně platí okolo celé vodní plochy nádrže se zákazem vstupu.

## Hydrologické údaje
Vodní nádrž shromažďuje vodu z povodí o rozloze 43,13 km², ve kterém je dlouhodobý roční průměr srážek 940 milimetrů. Průměrný roční průtok je 0,81 m³/s a neškodný odtok dosahuje 8,0 m³/s.
| N             | 1   | 5    | 10   | 50   | 100  |
| ------------- | --- | ---- | ---- | ---- | ---- |
| Průtok (m³/s) | 7,6 | 15,0 | 20,0 | 38,0 | 51,0 |

Vodní dílo Fláje snižuje svým retenčním účinkem při plném zásobním prostoru kulminační průtok stoleté povodňové vlny z hodnoty 51,2 m³/s na hodnotu 38,6 m³/s. Hladina v nádrži přitom dosáhne kóty 737,75 m n. m.
|                                                | Flájský potok | Bílý potok |
| ---------------------------------------------- | ------------- | ---------- |
| Plocha povodí                                  | 43,13 km²     | 14,95 km²  |
| Průměrná dlouhodobá roční hodnota srážek /Pa/  | 940 mm        | 925 mm     |
| Průměrná dlouhodobá roční hodnota průtoku /Qa/ | 805 l/s       | 239 l/s    |
| Průměrný 355denní průtok /Q355d/               | 129 l/s       | 25 l/s     |
| Stoletý (maximální) průtok /Q100/              | 51 m³/s       | 25,7 m³/s  |

## Elektrárny

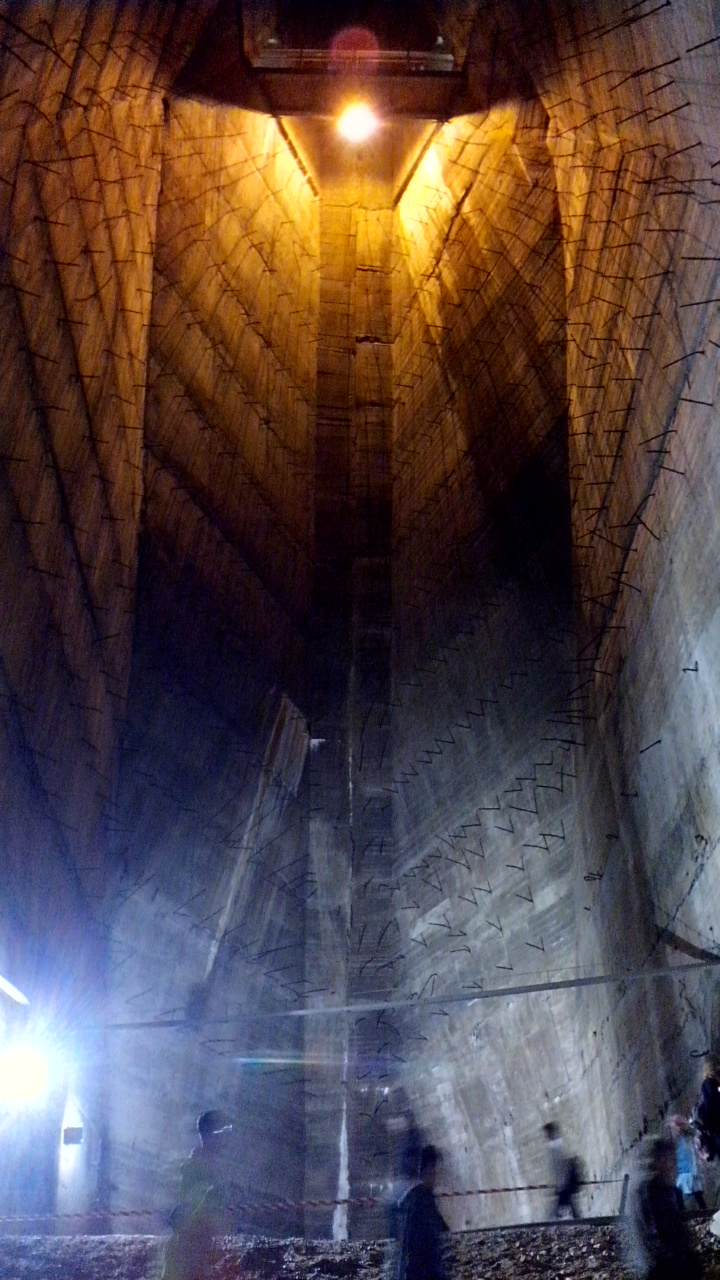
Uvnitř duté hráze Flájské přehrady

Součástí vodního díla jsou malá vodní elektrárna Fláje vybavená turbínou META s výkonem 16 kW při spádu 41 m a špičková vodní elektrárna Meziboří osazená dvojicí Francisových turbín o výkonu 2 × 4 MW při spádu 217–257 m.

## Poštovní známka
K 50. výročí uvedení vodního díla Fláje do provozu vydala Česká pošta na návrh Českojiřetínského spolku poštovní známku v řadě Technické památky ČR. Ztvárnili ji malíř RNDr. Adolf Absolon a rytec Martin Srb. Známka byla vydaná 15. května 2013.

## Galerie

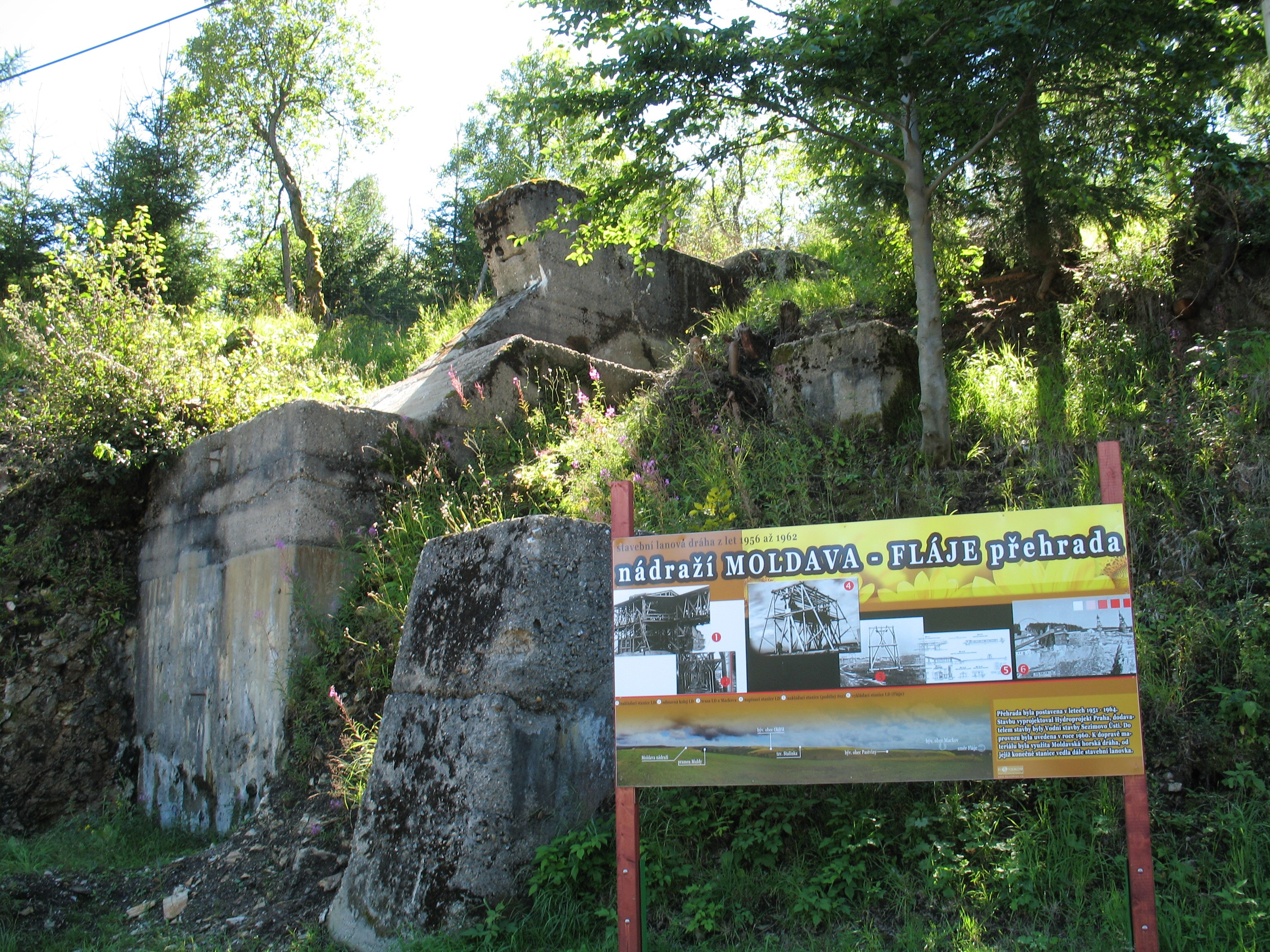
Pozůstatky nákladní lanovky u nádraží v Moldavě
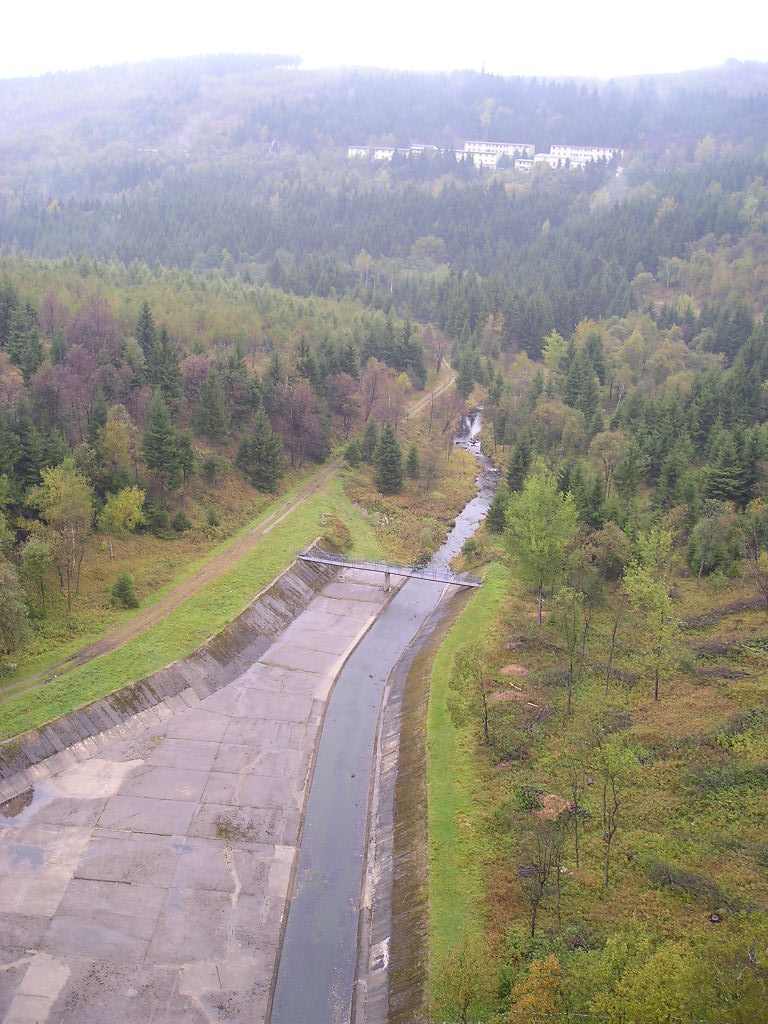
Výhled z hráze
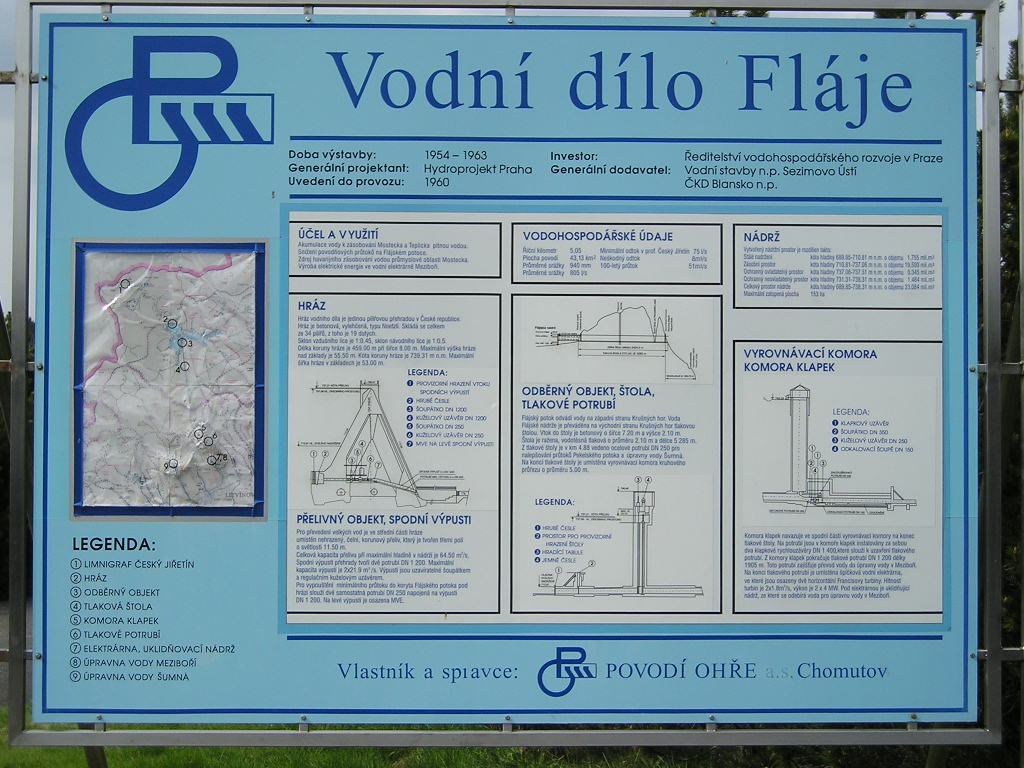
Informační tabule u hráze Fláje
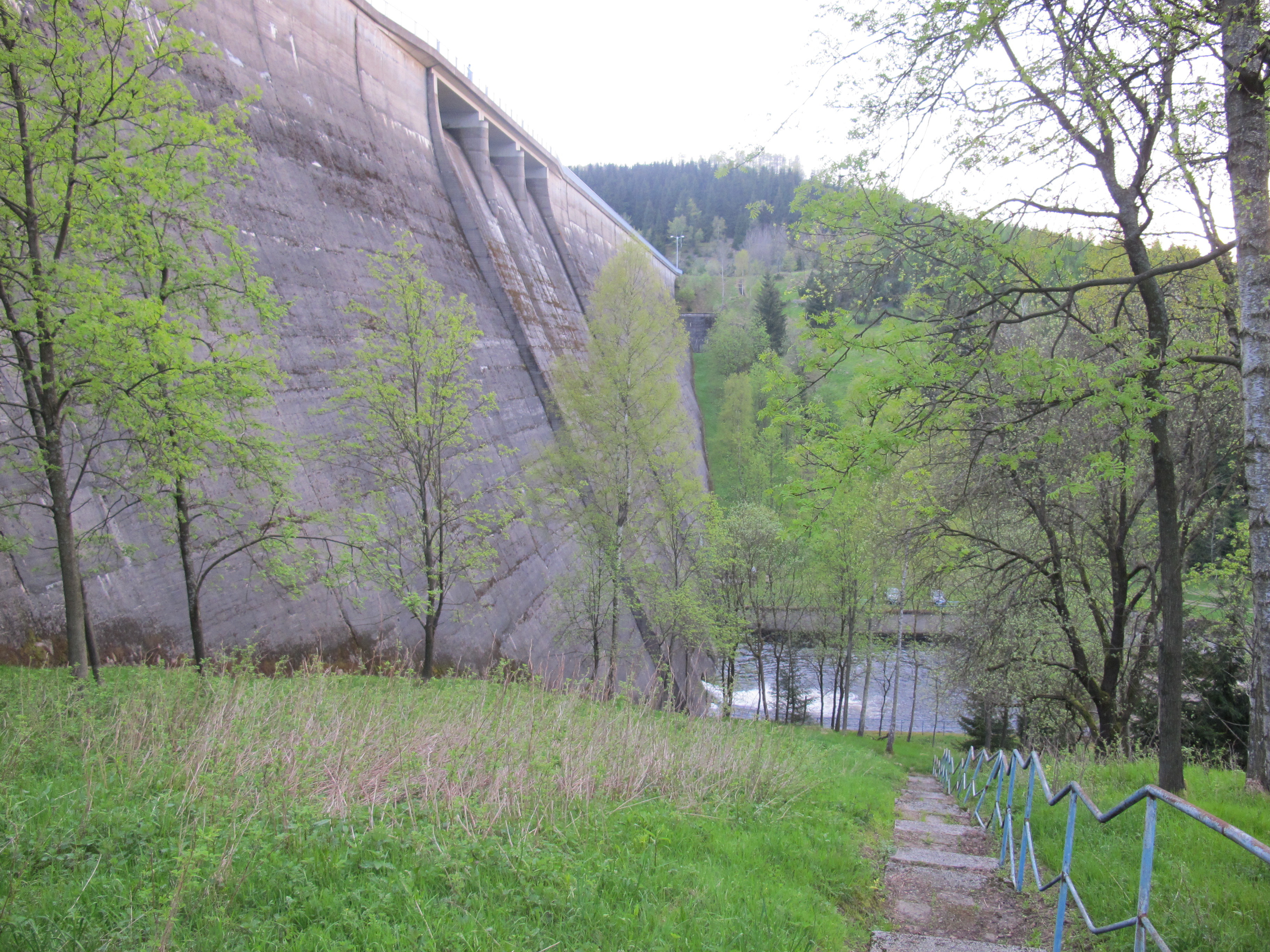
Pohled na přehradu z boku